# Diocesi di Sira
La diocesi di Sira (in latino Dioecesis Syrensis) è una sede della Chiesa cattolica in Grecia suffraganea dell'arcidiocesi di Nasso. Nel 2022 contava 6000 battezzati su 31300 abitanti. La sede è vacante.
Ai vescovi di Sira è affidata in amministrazione perpetua la sede di Milo (Milensis).

## Territorio
La diocesi estende la sua giurisdizione sui fedeli cattolici di rito latino delle seguenti isole greche delle Cicladi occidentali: Sira, Serifo e Gyaros (disabitata); ad esse vanno aggiunte Milo, Ceo, Citno, Argentiera e Sifanto, appartenenti alla diocesi di Milo amministrata dai vescovi di Sira.
Sede vescovile è la città di Ermopoli (comune di Siro-Ermopoli), sull'isola di Sira, dove si trova la cattedrale di San Giorgio.
Il territorio è suddiviso in 15 parrocchie, comprensive anche del territorio della diocesi di Milo.

## Storia
L'attuale diocesi risulta essere il frutto di accorpamenti succedutisi nel tempo di territori di diverse circoscrizioni ecclesiastiche, sorte in epoca veneziana. Agli inizi del XIII secolo fu eretta la diocesi di Sira, che comprendeva solo le isole di Sira e Giura. Fin dall'erezione è sempre stata suffraganea dell'arcidiocesi di Nasso.
Nel 1625 erano censite nell'isola di Sira 67 chiese latine; la popolazione isolana raggiunge la cifra di circa 4000 abitanti, tutti cattolici; sono censiti solo una settantina di uomini di rito bizantino. Nel 1701 la situazione si presentava leggermente cambiata: le chiese latine sono 4 compresa la cattedrale di San Giorgio, i preti censiti 30 e le famiglie cattoliche quasi 800. Nel 1746 erano segnalati circa 2000 cattolici, e l'isola apparteneva oramai all'impero ottomano.
Dopo l'indipendenza della Grecia dall'impero ottomano, dal 19 agosto 1834 ai vescovi di Sira, in qualità di delegati apostolici, fu affidata la cura pastorale dei pochi cattolici latini della nuova nazione, il cui territorio, dal punto di vista ecclesiastico, fu ricavato dal vicariato apostolico di Costantinopoli (oggi vicariato apostolico di Istanbul). Il medesimo vescovo provvedeva anche ai cattolici di Creta, le cui diverse sedi episcopali erano vacanti dalla metà del XVII secolo.
Nel 1887 erano censiti nella diocesi di Sira 7000 cattolici su 40000 abitanti, con 6 parrocchie e 11 fra chiese e oratori; i preti sono in tutto 25. La diocesi gestisce inoltre 6 scuole per un totale di 500 alunni e un seminario con 14 seminaristi.
Alla fine dell'Ottocento fu data in amministrazione perpetua ai vescovi di Sira la diocesi di Milo.
Dal 22 febbraio 1947 Sira è unita in persona episcopi alla diocesi di Santorino, e dal 1952 il vescovo è anche amministratore apostolico sede vacante della diocesi di Creta.

## Cronotassi
Si omettono i periodi di sede vacante non superiori ai 2 anni o non storicamente accertati.
- Pietro, O.Cist. † (1275 - 1292)
- Teodorico † (1294 - 1324/1328)
- Giacomo di Danimarca † (10 maggio 1312 - ?)
- Angelino † (1350 - ?)
- Giovanni Canali, O.F.M. † (1364)
- Francesco †
- Gualtiero di Polema, O.F.M. † (1398 - 12 febbraio 1410 nominato vescovo di Milo)
- Pantaleone † (12 febbraio 1410 - 2 maggio 1418 nominato vescovo di Nasso)
- Nicola, O.Carm. † (10 gennaio 1419 - 1420)
- Antonio, O.P. † (4 settembre 1420 - 1440)
- Paolo † (? deceduto)
- Giovanni, O.E.S.A. † (13 ottobre 1455 - ? deceduto)
- Benedetto di Adria, O.P. † (16 novembre 1450 - ? deceduto)
- Antonio di Medio † (25 giugno 1501 - 1537 deceduto)
- Nicola di Veglia † (14 maggio 1537 - 1554 deceduto)
- Nicola Guasco † (13 aprile 1554 - ?)
- Benedetto di Chio, O.P. † (22 agosto 1583 - 1591 deceduto)
- Agostino Gisolfi, O.P. † (23 settembre 1592 - 1607 deceduto)
- Giovanni Andrea Carga, O.P. † (30 luglio 1607 - 2 ottobre 1617 deceduto)
- Giovanni Girardi, O.F.M.Obs. † (7 gennaio 1619 - 1624 deceduto)
- Domenico Marengo, O.F.M.Obs. † (27 ottobre 1625 - 1645 deceduto)
- Giovanni Mihele de Curtis, O.Carm. † (6 maggio 1647 - giugno 1655 dimesso)
- Giuseppe Guarci † (3 agosto 1655 - 1690 deceduto)
- Antonio Giustiniani † (8 febbraio 1694 - 24 gennaio 1701 nominato arcivescovo di Nasso)
- Michele Caro † (12 febbraio 1703 - 18 settembre 1707 deceduto)
  - Nicola de Camillis † (7 maggio 1710 - 1710 deceduto) (vescovo eletto)
- Nicola Portoghese, O.F.M.Ref. † (1º ottobre 1710 - 1728 deceduto)
- Giovanni Francesco Bossi, O.F.M.Conv. † (28 novembre 1729 - 22 novembre 1730 nominato arcivescovo di Nasso)
- Antonio Maturi, O.F.M. † (21 maggio 1731 - 13 aprile 1733 nominato arcivescovo di Nasso)
- Emmanuele Caranza † (13 aprile 1733 - giugno 1734 deceduto)
- Dario de Longhis † (25 maggio 1735 - 27 luglio 1748 dimesso)
- Antonio Maturi, O.F.M. † (21 luglio 1749 - 21 agosto 1751 deceduto) (per la seconda volta)
- Giacinto Giustiniani, O.P. † (15 maggio 1752 - 1786 dimesso)
- Giovanni Battista Fonton, O.F.M.Conv. † (24 luglio 1786 - 16 marzo 1799 nominato vicario apostolico di Costantinopoli)
- Giovanni Battista Russin † (5 ottobre 1800 - 14 settembre 1824 dimesso)
  - Sede vacante (1824-1830)
- Luigi Blancis, O.F.M.Ref. † (15 marzo 1830 - 30 ottobre 1851 deceduto)
- Giuseppe Maria Alberti † (30 ottobre 1851 succeduto - 18 marzo 1880 deceduto)
- Teofilo Massucci, O.F.M. † (1º ottobre 1880 - 18 febbraio 1895 dimesso)
- Teodoro Antonio Polito † (27 marzo 1895 - 11 giugno 1901 nominato arcivescovo di Corfù)
- Domenico Darmanin † (18 giugno 1901 - 4 marzo 1912 nominato arcivescovo di Corfù)
- Antonio Macrioniti † (2 luglio 1912 - 9 dicembre 1936 deceduto)
- Antonio Gregorio Vuccino, A.A. † (9 giugno 1937 - 22 febbraio[4] 1947 nominato arcivescovo di Corfù, Zante e Cefalonia)
- Georges Xenopulos, S.I. † (22 febbraio[4] 1947 - 27 giugno 1974 ritirato)
- Franghískos Papamanólis, O.F.M.Cap. † (27 giugno 1974 - 13 maggio 2014 ritirato)
- Petros Stefanou (13 maggio 2014 - 11 aprile 2025 dimesso)
  - Sevastianos Rossolatos[1], dall'11 aprile 2025 (amministratore apostolico)

## Statistiche
Le diocesi unite di Sira e di Milo nel 2022 su una popolazione di 31.300 persone contavano 6.000 battezzati, corrispondenti al 19,2% del totale.
| anno | popolazione | popolazione | popolazione | presbiteri | presbiteri | presbiteri | presbiteri                | diaconi | religiosi | religiosi | parrocchie |
| anno | battezzati  | totale      | %           | numero     | secolari   | regolari   | battezzati per presbitero | diaconi | uomini    | donne     | parrocchie |
| ---- | ----------- | ----------- | ----------- | ---------- | ---------- | ---------- | ------------------------- | ------- | --------- | --------- | ---------- |
| 1950 | 7.400       | 22.000      | 33,6        | 23         | 19         | 4          | 321                       |         | 4         | 12        | 11         |
| 1970 | 7.540       | 19.600      | 38,5        | 21         | 19         | 2          | 359                       |         | 3         | 25        | 11         |
| 1980 | 7.440       | 32.800      | 22,7        | 21         | 17         | 4          | 354                       |         | 11        | 8         | 11         |
| 1990 | 7.770       | 34.950      | 22,2        | 16         | 13         | 3          | 485                       |         | 8         | 6         | 15         |
| 1999 | 6.246       | 31.302      | 20,0        | 11         | 10         | 1          | 567                       |         | 7         | 7         | 15         |
| 2000 | 6.271       | 31.302      | 20,0        | 11         | 10         | 1          | 570                       |         | 7         | 7         | 15         |
| 2001 | 6.657       | 31.302      | 21,3        | 11         | 10         | 1          | 605                       |         | 7         | 12        | 15         |
| 2002 | 6.770       | 31.302      | 21,6        | 11         | 10         | 1          | 615                       |         | 7         | 12        | 15         |
| 2003 | 6.702       | 31.302      | 21,4        | 11         | 10         | 1          | 609                       |         | 8         | 10        | 15         |
| 2004 | 6.732       | 31.302      | 21,5        | 11         | 10         | 1          | 612                       |         | 8         | 10        | 15         |
| 2010 | 6.831       | 31.302      | 21,8        | 12         | 9          | 3          | 569                       |         | 10        | 8         | 15         |
| 2014 | 7.017       | 31.302      | 22,4        | 12         | 10         | 2          | 584                       |         | 8         | 7         | 15         |
| 2017 | 6.345       | 31.300      | 20,3        | 14         | 11         | 3          | 453                       |         | 5         | 5         | 15         |
| 2020 | 6.000       | 31.300      | 19,2        | 14         | 11         | 3          | 428                       |         | 5         | 6         | 15         |
| 2022 | 6.000       | 31.300      | 19,2        | 10         | 7          | 3          | 600                       |         | 4         | 6         | 15         |